# El Sasub
El Sasub är en ort i Mexiko.   Den ligger i kommunen San Vicente Tancuayalab och delstaten San Luis Potosí, i den sydöstra delen av landet, 260 km norr om huvudstaden Mexico City. El Sasub ligger 42 meter över havet och antalet invånare är 530.
Terrängen runt El Sasub är mycket platt. Runt El Sasub är det ganska glesbefolkat, med 34 invånare per kvadratkilometer. Närmaste större samhälle är San Vicente Tancuayalab, 5,5 km väster om El Sasub. Trakten runt El Sasub består till största delen av jordbruksmark.